# Turkey (Teksas)
Turkey je grad u američkoj saveznoj državi Teksas. Prema popisu stanovništva iz 2010. u njemu je živjelo 421 stanovnika.